# Arquivo Distrital do Porto
O Arquivo Distrital do Porto (também conhecido pela sigla ADPRT) é um Arquivo Distrital, dependente da Direção-Geral do Livro, dos Arquivos e das Bibliotecas (DGLAB).
O ADPRT encontra-se instalado no Mosteiro de São Bento da Vitória, classificado como Monumento Nacional. O espaço foi inaugurado a 27 julho de 1995.

## Fundos documentais
| ID     | Câmara Municipal | Concelho actual    | Freguesia /localidade actual | Data início | Data fim   |
| ------ | ---------------- | ------------------ | ---------------------------- | ----------- | ---------- |
| 477435 | Sobrosa          | Paredes            | Sobrosa                      | 1519        | 1836       |
| 477439 | Tuías            | Marco de Canaveses | Tuias                        |             | século XIX |

| ID     | Paróquia                                        | Concelho           | Freguesia/Localidade actual | Concelho/Vila data início | Concelho/Vila data fim |
| ------ | ----------------------------------------------- | ------------------ | --------------------------- | ------------------------- | ---------------------- |
| 537082 | Aboadela                                        | Amarante           | Aboadela                    |                           |                        |
| 537114 | Aboim                                           | Amarante           | Aboim                       |                           |                        |
| 537125 | Ansiães                                         | Amarante           | Ansiães                     |                           |                        |
| 537165 | Ataíde                                          | Amarante           | Ataíde                      |                           |                        |
| 537177 | Bustelo                                         | Amarante           | Bustelo                     |                           |                        |
| 537192 | Canadelo                                        | Amarante           | Canadelo                    |                           |                        |
| 537200 | Candemil                                        | Amarante           | Candemil                    |                           |                        |
| 537225 | Carneiro                                        | Amarante           | Carneiro                    |                           |                        |
| 537238 | Carvalho de Rei                                 | Amarante           | Carvalho de Rei             |                           |                        |
| 537273 | Cepelos                                         | Amarante           | Cepelos                     |                           |                        |
| 537294 | Chapa                                           | Amarante           | Chapa                       |                           |                        |
| 537309 | Fregim                                          | Amarante           | Fregim                      |                           |                        |
| 537331 | Freixo de Baixo                                 | Amarante           | Freixo de Baixo             |                           |                        |
| 537349 | Freixo de Cima                                  | Amarante           | Freixo de Cima              |                           |                        |
| 537081 | Fridão                                          | Amarante           | Fridão                      |                           |                        |
| 537375 | Gatão                                           | Amarante           | Gatão                       |                           |                        |
| 537400 | Gondar                                          | Amarante           | Gondar                      |                           |                        |
| 537437 | Jazente                                         | Amarante           | Jazente                     |                           |                        |
| 537455 | Lomba                                           | Amarante           | Lomba                       |                           |                        |
| 537468 | Louredo                                         | Amarante           | Louredo                     |                           |                        |
| 537483 | Lufrei                                          | Amarante           | Lufrei                      |                           |                        |
| 537490 | Madalena                                        | Amarante           | Madalena                    |                           |                        |
| 537496 | Mancelos                                        | Amarante           | Mancelos                    |                           |                        |
| 537524 | Oliveira                                        | Amarante           | Oliveira                    |                           |                        |
| 537547 | Padronelo                                       | Amarante           | Padronelo                   |                           |                        |
| 536985 | Passinhos                                       | Amarante           | Vila Caiz                   |                           |                        |
| 537563 | Real                                            | Amarante           | Real                        |                           |                        |
| 537588 | Rebordelo                                       | Amarante           | Rebordelo                   |                           |                        |
| 537603 | Salvador do Monte                               | Amarante           | Salvador do Monte           |                           |                        |
| 537623 | Sanche                                          | Amarante           | Sanche                      |                           |                        |
| 537648 | Santa Cristina de Figueiró                      | Amarante           | Santa Cristina de Figueiró  |                           |                        |
| 537669 | Santiago de Figueiró                            | Amarante           | Santiago de Figueiró        |                           |                        |
| 537690 | São Gonçalo                                     | Amarante           | São Gonçalo                 |                           |                        |
| 537729 | São Simão de Gouveia                            | Amarante           | São Simão de Gouveia        |                           |                        |
| 537920 | São Veríssimo                                   | Amarante           | São Gonçalo                 |                           |                        |
| 537762 | Telões                                          | Amarante           | Telões                      |                           |                        |
| 537800 | Travanca                                        | Amarante           | Travanca                    |                           |                        |
| 537829 | Várzea                                          | Amarante           | Várzea                      |                           |                        |
| 537856 | Vila Caiz                                       | Amarante           | Vila Caiz                   |                           |                        |
| 537870 | Vila Chã do Marão                               | Amarante           | Vila Chã do Marão           |                           |                        |
| 537906 | Vila Garcia                                     | Amarante           | Vila Garcia                 |                           |                        |
| 540559 | Ancêde                                          | Baião              | Ancede                      |                           |                        |
| 540751 | Campelo                                         | Baião              | Campelo                     |                           |                        |
| 540778 | Covelas                                         | Baião              | São Tomé de Covelas         |                           |                        |
| 540804 | Frende                                          | Baião              | Frende                      |                           |                        |
| 540824 | Gestaçô                                         | Baião              | Gestaçô                     |                           |                        |
| 540870 | Gôve                                            | Baião              | Gove                        |                           |                        |
| 540912 | Grilo                                           | Baião              | Grilo                       |                           |                        |
| 540943 | Loivos da Ribeira                               | Baião              | Loivos da Ribeira           |                           |                        |
| 540928 | Loivos do Monte                                 | Baião              | Loivos do Monte             |                           |                        |
| 540964 | Mesquinhata                                     | Baião              | Mesquinhata                 |                           |                        |
| 540982 | Ovil                                            | Baião              | Ovil                        |                           |                        |
| 541015 | Santa Cruz do Douro                             | Baião              | Santa Cruz do Douro         |                           |                        |
| 541041 | Santa Leocádia                                  | Baião              | Santa Leocádia              |                           |                        |
| 541066 | Santa Marinha do Zêzere                         | Baião              | Santa Marinha do Zêzere     |                           |                        |
| 541103 | Teixeira                                        | Baião              | Teixeira                    |                           |                        |
| 541125 | Teixeiró                                        | Baião              | Teixeiró                    |                           |                        |
| 538367 | Telões do Monte                                 | Baião              |                             |                           |                        |
| 541144 | Tresouras                                       | Baião              | Tresouras                   |                           |                        |
| 541166 | Valadares                                       | Baião              | Valadares                   |                           |                        |
| 540727 | Viariz                                          | Baião              | Viariz                      |                           |                        |
| 538386 | Aião                                            | Felgueiras         | Aião                        |                           |                        |
| 538399 | Airães                                          | Felgueiras         | Airães                      |                           |                        |
| 538423 | Borba de Godim                                  | Felgueiras         | Borba de Godim              |                           |                        |
| 538457 | Caramos                                         | Felgueiras         | Caramos                     |                           |                        |
| 538477 | Friande                                         | Felgueiras         | Friande                     |                           |                        |
| 538501 | Idães                                           | Felgueiras         | Idães                       |                           |                        |
| 538529 | Jugueiros                                       | Felgueiras         | Jugueiros                   |                           |                        |
| 538564 | Lagares                                         | Felgueiras         | Lagares                     |                           |                        |
| 538582 | Lordelo                                         | Felgueiras         | Lordelo                     |                           |                        |
| 538590 | Macieira da Lixa                                | Felgueiras         | Macieira da Lixa            |                           |                        |
| 538801 | Margaride                                       | Felgueiras         | Margaride                   |                           |                        |
| 538614 | Moure                                           | Felgueiras         | Moure                       |                           |                        |
| 539110 | Padroso                                         | Felgueiras         | Margaride                   |                           |                        |
| 538642 | Pedreira                                        | Felgueiras         | Pedreira                    |                           |                        |
| 538667 | Penacova                                        | Felgueiras         | Penacova                    |                           |                        |
| 538691 | Pinheiro                                        | Felgueiras         | Pinheiro                    |                           |                        |
| 538694 | Pombeiro de Riba Vizela                         | Felgueiras         | Pombeiro de Ribavizela      |                           |                        |
| 538720 | Rande                                           | Felgueiras         | Rande                       |                           |                        |
| 538739 | Refontoura                                      | Felgueiras         | Refontoura                  |                           |                        |
| 538767 | Regilde                                         | Felgueiras         | Regilde                     |                           |                        |
| 538783 | Revinhade                                       | Felgueiras         | Revinhade                   |                           |                        |
| 538835 | Santão                                          | Felgueiras         | Santão                      |                           |                        |
| 538847 | Santo Adrião de Vizela                          | Felgueiras         | Santo Adrião de Vizela      |                           |                        |
| 538874 | São Jorge de Vizela                             | Felgueiras         | São Jorge de Vizela         |                           |                        |
| 538887 | Sendim                                          | Felgueiras         | Sendim                      |                           |                        |
| 538912 | Sernande                                        | Felgueiras         | Sernande                    |                           |                        |
| 538932 | Sousa                                           | Felgueiras         | Sousa                       |                           |                        |
| 538952 | Torrados                                        | Felgueiras         | Torrados                    |                           |                        |
| 538980 | Unhão                                           | Felgueiras         | Unhão                       |                           |                        |
| 539000 | Várzea                                          | Felgueiras         | Várzea                      |                           |                        |
| 539023 | Varziela                                        | Felgueiras         | Varziela                    |                           |                        |
| 539045 | Vila Cova da Lixa                               | Felgueiras         | Vila Cova da Lixa           |                           |                        |
| 539074 | Vila Fria                                       | Felgueiras         | Vila Fria                   |                           |                        |
| 539097 | Vila Verde                                      | Felgueiras         | Vila Verde                  |                           |                        |
| 466852 | Covelo                                          | Gondomar           | Covelo                      |                           |                        |
| 466985 | Fânzeres                                        | Gondomar           | Fânzeres                    |                           |                        |
| 467176 | Foz do Sousa                                    | Gondomar           | Foz do Sousa                |                           |                        |
| 467360 | Jovim                                           | Gondomar           | Jovim                       |                           |                        |
| 467546 | Lomba                                           | Gondomar           | Lomba                       |                           |                        |
| 467662 | Medas                                           | Gondomar           | Medas                       |                           |                        |
| 467825 | Melres                                          | Gondomar           | Melres                      |                           |                        |
| 467936 | Rio Tinto                                       | Gondomar           | Rio Tinto                   |                           |                        |
| 468128 | São Cosme                                       | Gondomar           | São Cosme                   |                           |                        |
| 468317 | São Pedro da Cova                               | Gondomar           | São Pedro da Cova           |                           |                        |
| 468470 | Valbom                                          | Gondomar           | Valbom                      |                           |                        |
| 475683 | Alentém                                         | Lousada            | Vilar do Torno e Alentém    |                           |                        |
| 539929 | Alvarenga                                       | Lousada            | Alvarenga                   |                           |                        |
| 539954 | Aveleda                                         | Lousada            | Aveleda                     |                           |                        |
| 539984 | Boim                                            | Lousada            | Boim                        |                           |                        |
| 540000 | Caíde de Rei                                    | Lousada            | Caíde de Rei                |                           |                        |
| 540017 | Casais                                          | Lousada            | Casais                      |                           |                        |
| 540035 | Cernadelo                                       | Lousada            | Cernadelo                   |                           |                        |
| 540053 | Covas                                           | Lousada            | Covas                       |                           |                        |
| 540069 | Cristelos                                       | Lousada            | Cristelos                   |                           |                        |
| 540086 | Figueiras                                       | Lousada            | Figueiras                   |                           |                        |
| 540104 | Lodares                                         | Lousada            | Lodares                     |                           |                        |
| 540130 | Lustosa                                         | Lousada            | Lustosa                     |                           |                        |
| 540165 | Macieira                                        | Lousada            | Macieira                    |                           |                        |
| 540183 | Meinedo                                         | Lousada            | Meinedo                     |                           |                        |
| 540214 | Nespereira                                      | Lousada            | Nespereira                  |                           |                        |
| 540226 | Nevogilde                                       | Lousada            | Nevogilde                   |                           |                        |
| 540248 | Nogueira                                        | Lousada            | Nogueira                    |                           |                        |
| 540263 | Ordem                                           | Lousada            | Ordem                       |                           |                        |
| 540277 | Pias                                            | Lousada            | Pias                        |                           |                        |
| 540317 | Santa Margarida                                 | Lousada            | Santa Margarida de Lousada  |                           |                        |
| 540347 | Santo Estevão de Barrosas                       | Lousada            | Santo Estêvão de Barrosas   |                           |                        |
| 540375 | São Miguel                                      | Lousada            | São Miguel de Lousada       |                           |                        |
| 540398 | Silvares                                        | Lousada            | Silvares                    |                           |                        |
| 540422 | Sousela                                         | Lousada            | Sousela                     |                           |                        |
| 540439 | Torno                                           | Lousada            | Torno                       |                           |                        |
| 540466 | Vilar do Torno                                  | Lousada            | Vilar do Torno e Alentém    |                           |                        |
| 506678 | Águas Santas                                    | Maia               | Águas Santas                |                           |                        |
| 476199 | Barca                                           | Maia               | Barca                       |                           |                        |
| 476244 | Folgosa                                         | Maia               | Folgosa                     |                           |                        |
| 476307 | Gemunde                                         | Maia               | Gemunde                     |                           |                        |
| 476401 | Gondim                                          | Maia               | Gondim                      |                           |                        |
| 476441 | Gueifães                                        | Maia               | Gueifães                    |                           |                        |
| 476486 | Maia                                            | Maia               | Maia                        |                           |                        |
| 476531 | Milheirós                                       | Maia               | Milheirós                   |                           |                        |
| 476586 | Moreira                                         | Maia               | Moreira                     |                           |                        |
| 476688 | Nogueira                                        | Maia               | Nogueira                    |                           |                        |
| 476755 | Santa Maria de Avioso                           | Maia               | Santa Maria de Avioso       |                           |                        |
| 476824 | São Pedro de Avioso                             | Maia               | São Pedro de Avioso         |                           |                        |
| 476884 | São Pedro Fins                                  | Maia               | São Pedro Fins              |                           |                        |
| 476958 | Silva Escura                                    | Maia               | Silva Escura                |                           |                        |
| 477010 | Vermoim                                         | Maia               | Vermoim                     |                           |                        |
| 477072 | Vila Nova da Telha                              | Maia               | Vila Nova da Telha          |                           |                        |
| 479140 | Aliviada                                        | Marco de Canaveses | Várzea da Ovelha e Aliviada |                           |                        |
| 477141 | Alpendurada                                     | Marco de Canaveses | Alpendurada                 |                           |                        |
| 477222 | Ariz                                            | Marco de Canaveses | Ariz                        |                           |                        |
| 477296 | Avessadas                                       | Marco de Canaveses | Avessadas                   |                           |                        |
| 477353 | Banho                                           | Marco de Canaveses |                             |                           |                        |
| 479184 | Carvalhosa                                      | Marco de Canaveses | Carvalhosa                  |                           |                        |
| 477391 | Constance                                       | Marco de Canaveses | Constance                   |                           |                        |
| 477440 | Favões                                          | Marco de Canaveses | Favões                      |                           |                        |
| 477481 | Folhada                                         | Marco de Canaveses | Folhada                     |                           |                        |
| 477506 | Fornos                                          | Marco de Canaveses | Fornos                      |                           |                        |
| 477545 | Freixo                                          | Marco de Canaveses | Freixo                      |                           |                        |
| 477590 | Magrelos                                        | Marco de Canaveses | Magrelos                    |                           |                        |
| 477638 | Manhuncelos                                     | Marco de Canaveses | Manhuncelos                 |                           |                        |
| 479285 | Matos                                           | Marco de Canaveses | Alpendurada e Matos         |                           |                        |
| 477679 | Maureles                                        | Marco de Canaveses | Maureles                    |                           |                        |
| 477723 | Paços de Gaiolo                                 | Marco de Canaveses | Paços de Gaiolo             |                           |                        |
| 477774 | Paredes de Viadores                             | Marco de Canaveses | Paredes de Viadores         |                           |                        |
| 477838 | Penha Longa                                     | Marco de Canaveses | Penha Longa                 |                           |                        |
| 477925 | Rio de Galinhas                                 | Marco de Canaveses | Rio de Galinhas             |                           |                        |
| 477978 | Rosém                                           | Marco de Canaveses | Rosém                       |                           |                        |
| 478045 | Sande                                           | Marco de Canaveses | Sande                       |                           |                        |
| 478117 | Santo Isidoro                                   | Marco de Canaveses | Santo Isidoro               |                           |                        |
| 478150 | São Lourenço do Douro                           | Marco de Canaveses | São Lourenço do Douro       |                           |                        |
| 478196 | São Nicolau                                     | Marco de Canaveses | São Nicolau                 |                           |                        |
| 478242 | Soalhães                                        | Marco de Canaveses | Soalhães                    |                           |                        |
| 478318 | Sobretâmega                                     | Marco de Canaveses | Sobretâmega                 |                           |                        |
| 478370 | Tabuado                                         | Marco de Canaveses | Tabuado                     |                           |                        |
| 478456 | Torrão                                          | Marco de Canaveses | Torrão                      |                           |                        |
| 478537 | Toutosa                                         | Marco de Canaveses | Toutosa                     |                           |                        |
| 478591 | Tuías                                           | Marco de Canaveses | Tuias                       |                           |                        |
| 478741 | Várzea da Ovelha                                | Marco de Canaveses | Várzea da Ovelha e Aliviada |                           |                        |
| 819514 | Várzea de Ovelha e Aliviada                     | Marco de Canaveses | Várzea da Ovelha e Aliviada |                           |                        |
| 478673 | Várzea do Douro                                 | Marco de Canaveses | Várzea do Douro             |                           |                        |
| 478950 | Vila Boa de Quires                              | Marco de Canaveses | Vila Boa de Quires          |                           |                        |
| 478853 | Vila Boa do Bispo                               | Marco de Canaveses | Vila Boa do Bispo           |                           |                        |
| 468656 | Custóias                                        | Matosinhos         | Custóias                    |                           |                        |
| 468701 | Guifões                                         | Matosinhos         | Guifões                     |                           |                        |
| 468747 | Lavra                                           | Matosinhos         | Lavra                       |                           |                        |
| 468833 | Leça da Palmeira                                | Matosinhos         | Leça da Palmeira            |                           |                        |
| 468788 | Leça do Balio                                   | Matosinhos         | Leça do Balio               |                           |                        |
| 468880 | Matosinhos                                      | Matosinhos         | Matosinhos                  |                           |                        |
| 468921 | Perafita                                        | Matosinhos         | Perafita                    |                           |                        |
| 468965 | Santa Cruz do Bispo                             | Matosinhos         | Santa Cruz do Bispo         |                           |                        |
| 462380 | São Mamede de Infesta                           | Matosinhos         | São Mamede de Infesta       |                           |                        |
| 480781 | Arreigada                                       | Paços de Ferreira  | Arreigada                   |                           |                        |
| 480848 | Carvalhosa                                      | Paços de Ferreira  | Carvalhosa                  |                           |                        |
| 480920 | Codessos                                        | Paços de Ferreira  | Codessos                    |                           |                        |
| 480983 | Eiriz                                           | Paços de Ferreira  | Eiriz                       |                           |                        |
| 481058 | Ferreira                                        | Paços de Ferreira  | Ferreira                    |                           |                        |
| 481132 | Figueiró                                        | Paços de Ferreira  | Figueiró                    |                           |                        |
| 481242 | Frazão                                          | Paços de Ferreira  | Frazão                      |                           |                        |
| 481357 | Freamunde                                       | Paços de Ferreira  | Freamunde                   |                           |                        |
| 481471 | Lamoso                                          | Paços de Ferreira  | Lamoso                      |                           |                        |
| 481567 | Meixomil                                        | Paços de Ferreira  | Meixomil                    |                           |                        |
| 481694 | Modelos                                         | Paços de Ferreira  | Modelos                     |                           |                        |
| 481760 | Paços de Ferreira                               | Paços de Ferreira  | Paços de Ferreira           |                           |                        |
| 481847 | Penamaior                                       | Paços de Ferreira  | Penamaior                   |                           |                        |
| 481914 | Raimonda                                        | Paços de Ferreira  | Raimonda                    |                           |                        |
| 481976 | Sanfins de Ferreira                             | Paços de Ferreira  | Sanfins de Ferreira         |                           |                        |
| 482058 | Serôa                                           | Paços de Ferreira  | Seroa                       |                           |                        |
| 486226 | Aguiar de Sousa                                 | Paredes            | Aguiar de Sousa             |                           |                        |
| 486322 | Astromil                                        | Paredes            | Astromil                    |                           |                        |
| 486414 | Baltar                                          | Paredes            | Baltar                      |                           |                        |
| 486572 | Beire                                           | Paredes            | Beire                       |                           |                        |
| 486670 | Besteiros                                       | Paredes            | Besteiros                   |                           |                        |
| 486769 | Bitarães                                        | Paredes            | Bitarães                    |                           |                        |
| 486912 | Castelões de Cepeda                             | Paredes            | Castelões de Cepeda         |                           |                        |
| 487045 | Cête                                            | Paredes            | Cete                        |                           |                        |
| 487113 | Cristelo                                        | Paredes            | Cristelo                    |                           |                        |
| 487187 | Duas Igrejas                                    | Paredes            | Duas Igrejas                |                           |                        |
| 487235 | Gandra                                          | Paredes            | Gandra                      |                           |                        |
| 487324 | Gondalães                                       | Paredes            | Gondalães                   |                           |                        |
| 487399 | Lordelo                                         | Paredes            | Lordelo                     |                           |                        |
| 487539 | Louredo                                         | Paredes            | Louredo                     |                           |                        |
| 487651 | Madalena                                        | Paredes            | Madalena                    |                           |                        |
| 487762 | Mouriz                                          | Paredes            | Mouriz                      |                           |                        |
| 487867 | Parada de Todeia                                | Paredes            | Parada de Todeia            |                           |                        |
| 487934 | Rebordosa                                       | Paredes            | Rebordosa                   |                           |                        |
| 820480 | Recarei                                         | Paredes            | Recarei                     |                           |                        |
| 820575 | São Cosme de Besteiros e São Miguel de Cristelo | Paredes            | Besteiros Cristelo          |                           |                        |
| 488029 | Sobreira                                        | Paredes            | Sobreira                    |                           |                        |
| 488103 | Sobrosa                                         | Paredes            | Sobrosa                     |                           |                        |
| 488187 | Vandoma                                         | Paredes            | Vandoma                     |                           |                        |
| 488255 | Vila Cova de Carros                             | Paredes            | Vila Cova de Carros         |                           |                        |
| 488339 | Vilela                                          | Paredes            | Vilela                      |                           |                        |
| 750889 | Abragão                                         | Penafiel           | Abragão                     |                           |                        |
| 751766 | Boa Vista                                       | Penafiel           | Galegos                     |                           |                        |
| 750927 | Boelhe                                          | Penafiel           | Boelhe                      |                           |                        |
| 750951 | Bustelo                                         | Penafiel           | Bustelo                     |                           |                        |
| 750990 | Cabeça Santa                                    | Penafiel           | Cabeça Santa                |                           |                        |
| 751781 | Canas                                           | Penafiel           | Rans                        |                           |                        |
| 751015 | Canelas                                         | Penafiel           | Canelas                     |                           |                        |
| 751042 | Capela                                          | Penafiel           | Capela                      |                           |                        |
| 751064 | Castelões                                       | Penafiel           | Castelões                   |                           |                        |
| 751788 | Coreixas                                        | Penafiel           | Santa Maria de Coreixas     |                           |                        |
| 751081 | Croca                                           | Penafiel           | Croca                       |                           |                        |
| 751110 | Duas Igrejas                                    | Penafiel           | Duas Igrejas                |                           |                        |
| 751135 | Eja                                             | Penafiel           | Eja                         |                           |                        |
| 751157 | Figueira                                        | Penafiel           | Figueira                    |                           |                        |
| 751166 | Fonte Arcada                                    | Penafiel           | Fonte Arcada                |                           |                        |
| 751193 | Galegos                                         | Penafiel           | Galegos                     |                           |                        |
| 751215 | Guilhufe                                        | Penafiel           | Guilhufe                    |                           |                        |
| 751233 | Irivo                                           | Penafiel           | Irivo                       |                           |                        |
| 751255 | Lagares                                         | Penafiel           | Lagares                     |                           |                        |
| 751280 | Luzim                                           | Penafiel           | Luzim                       |                           |                        |
| 751305 | Marecos                                         | Penafiel           | Marecos                     |                           |                        |
| 751330 | Milhundos                                       | Penafiel           | Milhundos                   |                           |                        |
| 751351 | Novelas                                         | Penafiel           | Novelas                     |                           |                        |
| 751371 | Oldrões                                         | Penafiel           | Oldrões                     |                           |                        |
| 751389 | Paço de Sousa                                   | Penafiel           | Paço de Sousa               |                           |                        |
| 751420 | Paredes                                         | Penafiel           | Paredes                     |                           |                        |
| 751818 | Passinhos                                       | Penafiel           | Boelhe                      |                           |                        |
| 751435 | Penafiel                                        | Penafiel           | Penafiel                    |                           |                        |
| 751477 | Perozelo                                        | Penafiel           | Perozelo                    |                           |                        |
| 751493 | Pinheiro                                        | Penafiel           | Pinheiro                    |                           |                        |
| 751518 | Portela                                         | Penafiel           | Portela                     |                           |                        |
| 750873 | Rande                                           | Penafiel           | Milhundos                   |                           |                        |
| 751539 | Rans                                            | Penafiel           | Rans                        |                           |                        |
| 751558 | Rio de Moinhos                                  | Penafiel           | Rio de Moinhos              |                           |                        |
| 751599 | Santa Marta                                     | Penafiel           | Santa Marta                 |                           |                        |
| 751625 | Santiago de Subarrifana                         | Penafiel           | Santiago de Subarrifana     |                           |                        |
| 751647 | São Mamede de Recezinhos                        | Penafiel           | São Mamede de Recezinhos    |                           |                        |
| 751667 | São Martinho de Recezinhos                      | Penafiel           | São Martinho de Recezinhos  |                           |                        |
| 751803 | São Miguel de Entre-Os-Rios                     | Penafiel           | Eja                         |                           |                        |
| 751698 | Sebolido                                        | Penafiel           | Sebolido                    |                           |                        |
| 751705 | Urrô                                            | Penafiel           | Urrô                        |                           |                        |
| 751717 | Valpedre                                        | Penafiel           | Valpedre                    |                           |                        |
| 751739 | Vila Cova                                       | Penafiel           | Vila Cova                   |                           |                        |
| 488455 | Aldoar                                          | Porto              | Aldoar                      |                           |                        |
| 488537 | Bonfim                                          | Porto              | Bonfim                      |                           |                        |
| 488673 | Campanhã                                        | Porto              | Campanhã                    |                           |                        |
| 488901 | Cedofeita                                       | Porto              | Cedofeita                   |                           |                        |
| 489201 | Foz do Douro                                    | Porto              | Foz do Douro                |                           |                        |
| 489379 | Lordelo do Ouro                                 | Porto              | Lordelo do Ouro             |                           |                        |
| 489483 | Massarelos                                      | Porto              | Massarelos                  |                           |                        |
| 489652 | Miragaia                                        | Porto              | Miragaia                    |                           |                        |
| 489860 | Nevogilde                                       | Porto              | Nevogilde                   |                           |                        |
| 489940 | Paranhos                                        | Porto              | Paranhos                    |                           |                        |
| 490100 | Ramalde                                         | Porto              | Ramalde                     |                           |                        |
| 490260 | Santo Ildefonso                                 | Porto              | Santo Ildefonso             |                           |                        |
| 490595 | São Nicolau                                     | Porto              | São Nicolau                 |                           |                        |
| 490829 | Sé                                              | Porto              | Sé                          |                           |                        |
| 491103 | Vitória                                         | Porto              | Vitória                     |                           |                        |
| 491308 | Amorim                                          | Póvoa de Varzim    | Amorim                      |                           |                        |
| 491403 | Argivai                                         | Póvoa de Varzim    | Argivai                     |                           |                        |
| 491477 | Balazar                                         | Póvoa de Varzim    | Balazar                     |                           |                        |
| 491544 | Beiriz                                          | Póvoa de Varzim    | Beiriz                      |                           |                        |
| 491618 | Estela                                          | Póvoa de Varzim    | Estela                      |                           |                        |
| 491693 | Laúndos                                         | Póvoa de Varzim    | Laundos                     |                           |                        |
| 491747 | Navais                                          | Póvoa de Varzim    | Navais                      |                           |                        |
| 491826 | Póvoa de Varzim                                 | Póvoa de Varzim    | Póvoa de Varzim             |                           |                        |
| 491968 | Rates                                           | Póvoa de Varzim    | Rates                       |                           |                        |
| 492032 | Terroso                                         | Póvoa de Varzim    | Terroso                     |                           |                        |
| 492100 | Agrela                                          | Santo Tirso        | Agrela                      |                           |                        |
| 492176 | Água Longa                                      | Santo Tirso        | Água Longa                  |                           |                        |
| 492310 | Areias                                          | Santo Tirso        | Areias                      |                           |                        |
| 492364 | Aves                                            | Santo Tirso        | Aves                        |                           |                        |
| 492441 | Burgães                                         | Santo Tirso        | Burgães                     |                           |                        |
| 492525 | Carreira                                        | Santo Tirso        | Carreira                    |                           |                        |
| 492664 | Guidões                                         | Santo Tirso        | Guidões                     |                           |                        |
| 492729 | Guimarei                                        | Santo Tirso        | Guimarei                    |                           |                        |
| 492794 | Lama                                            | Santo Tirso        | Lama                        |                           |                        |
| 492850 | Lamelas                                         | Santo Tirso        | Lamelas                     |                           |                        |
| 492917 | Monte Córdova                                   | Santo Tirso        | Monte Córdova               |                           |                        |
| 493065 | Palmeira                                        | Santo Tirso        | Palmeira                    |                           |                        |
| 493117 | Rebordões                                       | Santo Tirso        | Rebordões                   |                           |                        |
| 493187 | Refojos de Riba de Ave                          | Santo Tirso        | Refojos de Riba de Ave      |                           |                        |
| 493288 | Reguenga                                        | Santo Tirso        | Reguenga                    |                           |                        |
| 493360 | Roriz                                           | Santo Tirso        | Roriz                       |                           |                        |
| 493456 | Santa Cristina do Couto                         | Santo Tirso        | Santa Cristina do Couto     |                           |                        |
| 493542 | Santiago de Bougado                             | Santo Tirso        | Santiago de Bougado         |                           |                        |
| 493692 | Santo Tirso                                     | Santo Tirso        | Santo Tirso                 |                           |                        |
| 495316 | São Lourenço de Romão                           | Santo Tirso        | Aves                        |                           |                        |
| 494032 | São Mamede de Negrelos                          | Santo Tirso        | São Mamede de Negrelos      |                           |                        |
| 494191 | São Martinho de Bougado                         | Santo Tirso        | São Martinho de Bougado     |                           |                        |
| 494304 | São Martinho do Campo                           | Santo Tirso        | São Martinho do Campo       |                           |                        |
| 494445 | São Miguel do Couto                             | Santo Tirso        | São Miguel do Couto         |                           |                        |
| 494676 | São Salvador do Campo                           | Santo Tirso        | São Salvador do Campo       |                           |                        |
| 494803 | São Tomé de Negrelos                            | Santo Tirso        | São Tomé de Negrelos        |                           |                        |
| 494929 | Sequeirô                                        | Santo Tirso        | Sequeiró                    |                           |                        |
| 495197 | Sobrado                                         | Santo Tirso        | Aves                        |                           |                        |
| 495051 | Vilarinho                                       | Santo Tirso        | Vilarinho                   |                           |                        |
| 492249 | Alvarelhos                                      | Trofa              | Alvarelhos                  |                           |                        |
| 492607 | Covelas                                         | Trofa              | Covelas                     |                           |                        |
| 492991 | Muro                                            | Trofa              | Muro                        |                           |                        |
| 493878 | São Mamede de Coronado                          | Trofa              | São Mamede do Coronado      |                           |                        |
| 494569 | São Romão de Coronado                           | Trofa              | São Romão do Coronado       |                           |                        |
| 499948 | Alfena                                          | Valongo            | Alfena                      |                           |                        |
| 500147 | Campo                                           | Valongo            | Campo                       |                           |                        |
| 500418 | Ermesinde                                       | Valongo            | Ermesinde                   |                           |                        |
| 500699 | Sobrado                                         | Valongo            | Sobrado                     |                           |                        |
| 501004 | Valongo                                         | Valongo            | Valongo                     |                           |                        |
| 495440 | Arcos                                           | Vila do Conde      | Arcos                       |                           |                        |
| 495562 | Árvore                                          | Vila do Conde      | Árvore                      |                           |                        |
| 495697 | Aveleda                                         | Vila do Conde      | Aveleda                     |                           |                        |
| 495838 | Azurara                                         | Vila do Conde      | Azurara                     |                           |                        |
| 496040 | Bagunte                                         | Vila do Conde      | Bagunte                     |                           |                        |
| 496185 | Canidelo                                        | Vila do Conde      | Canidelo                    |                           |                        |
| 496311 | Fajozes                                         | Vila do Conde      | Fajozes                     |                           |                        |
| 496461 | Ferreiró                                        | Vila do Conde      | Ferreiró                    |                           |                        |
| 499693 | Formariz                                        | Vila do Conde      | Formariz                    |                           |                        |
| 496589 | Fornelo                                         | Vila do Conde      | Fornelo                     |                           |                        |
| 496735 | Gião                                            | Vila do Conde      | Gião                        |                           |                        |
| 496862 | Guilhabreu                                      | Vila do Conde      | Guilhabreu                  |                           |                        |
| 497028 | Junqueira                                       | Vila do Conde      | Junqueira                   |                           |                        |
| 497201 | Labruge                                         | Vila do Conde      | Labruge                     |                           |                        |
| 497342 | Macieira da Maia                                | Vila do Conde      | Macieira da Maia            |                           |                        |
| 497499 | Malta                                           | Vila do Conde      | Malta                       |                           |                        |
| 497603 | Mindelo                                         | Vila do Conde      | Mindelo                     |                           |                        |
| 497764 | Modivas                                         | Vila do Conde      | Modivas                     |                           |                        |
| 497907 | Mosteiró                                        | Vila do Conde      | Mosteiró                    |                           |                        |
| 498037 | Outeiro Maior                                   | Vila do Conde      | Outeiro Maior               |                           |                        |
| 498130 | Parada                                          | Vila do Conde      | Parada                      |                           |                        |
| 498245 | Retorta                                         | Vila do Conde      | Retorta                     |                           |                        |
| 498373 | Rio Mau                                         | Vila do Conde      | Rio Mau                     |                           |                        |
| 499812 | Santagões                                       | Vila do Conde      | Santagões                   |                           |                        |
| 498540 | Tougues                                         | Vila do Conde      | Tougues                     |                           |                        |
| 498656 | Touguinha                                       | Vila do Conde      | Touguinha                   |                           |                        |
| 498809 | Touguinhó                                       | Vila do Conde      | Touguinhó                   |                           |                        |
| 498933 | Vairão                                          | Vila do Conde      | Vairão                      |                           |                        |
| 499103 | Vila Chã                                        | Vila do Conde      | Vila Chã                    |                           |                        |
| 499225 | Vila do Conde                                   | Vila do Conde      | Vila do Conde               |                           |                        |
| 499416 | Vilar                                           | Vila do Conde      | Vilar                       |                           |                        |
| 499543 | Vilar de Pinheiro                               | Vila do Conde      | Vilar do Pinheiro           |                           |                        |
| 475419 | Arcozelo                                        | Vila Nova de Gaia  | Arcozelo                    |                           |                        |
| 501705 | Avintes                                         | Vila Nova de Gaia  | Avintes                     |                           |                        |
| 502034 | Canelas                                         | Vila Nova de Gaia  | Canelas                     |                           |                        |
| 502197 | Canidelo                                        | Vila Nova de Gaia  | Canidelo                    |                           |                        |
| 502349 | Crestuma                                        | Vila Nova de Gaia  | Crestuma                    |                           |                        |
| 502451 | Grijó                                           | Vila Nova de Gaia  | Grijó                       |                           |                        |
| 502591 | Gulpilhares                                     | Vila Nova de Gaia  | Gulpilhares                 |                           |                        |
| 502697 | Lever                                           | Vila Nova de Gaia  | Lever                       |                           |                        |
| 502811 | Madalena                                        | Vila Nova de Gaia  | Madalena                    |                           |                        |
| 502920 | Mafamude                                        | Vila Nova de Gaia  | Mafamude                    |                           |                        |
| 503099 | Olival                                          | Vila Nova de Gaia  | Olival                      |                           |                        |
| 503236 | Oliveira do Douro                               | Vila Nova de Gaia  | Oliveira do Douro           |                           |                        |
| 503355 | Pedroso                                         | Vila Nova de Gaia  | Pedroso                     |                           |                        |
| 503546 | Perosinho                                       | Vila Nova de Gaia  | Perosinho                   |                           |                        |
| 503835 | Sandim                                          | Vila Nova de Gaia  | Sandim                      |                           |                        |
| 504066 | Santa Marinha                                   | Vila Nova de Gaia  | Santa Marinha               |                           |                        |
| 504411 | São Félix da Marinha                            | Vila Nova de Gaia  | São Félix da Marinha        |                           |                        |
| 504720 | Seixezelo                                       | Vila Nova de Gaia  | Seixezelo                   |                           |                        |
| 504915 | Sermonde                                        | Vila Nova de Gaia  | Sermonde                    |                           |                        |
| 505127 | Serzedo                                         | Vila Nova de Gaia  | Serzedo                     |                           |                        |
| 505349 | Valadares                                       | Vila Nova de Gaia  | Valadares                   |                           |                        |
| 505625 | Vilar de Andorinho                              | Vila Nova de Gaia  | Vilar de Andorinho          |                           |                        |
| 505885 | Vilar do Paraíso                                | Vila Nova de Gaia  | Vilar do Paraíso            |                           |                        |
| 540291 | Santa Eulália de Barrosas                       | Vizela             | Santa Eulália               |                           |                        |